# 2e étape du Tour d'Italie 2014
Pour un article plus général, voir Tour d'Italie 2014.
La 2e étape du Tour d'Italie 2014 s'est déroulée le samedi 10 mai 2014, sur une boucle d'une distance de 219 km partant et arrivant à Belfast (Irlande du Nord). Elle voit les coureurs se diriger par l'intérieur des terres sur la côte nord de l'île d'Irlande vers la Chaussée des Géants, site inscrit au patrimoine mondial de l'UNESCO, et revenir à Belfast par la route côtière A2.
C'est le sprinteur allemand Marcel Kittel (Giant-Shimano) qui remporte l'étape lors d'un sprint massif et fait coup double en revêtant par la même occasion le maillot rouge de leader du classement par points,,. Le podium de l'étape est complété par le Français Nacer Bouhanni (FDJ.fr) et l'Italien Giacomo Nizzolo (Trek Factory Racing),,,.
L'Australien Michael Matthews (Orica-GreenEDGE) profite d'une cassure provoquée dans par le sprint final pour ravir le maillot rose son coéquipier le Canadien Svein Tuft et le maillot blanc de meilleur jeune à son compatriote de son équipe également Luke Durbridge,,. Le Néerlandais Maarten Tjallingii (Belkin) s'empare du maillot bleu de meilleur grimpeur après avoir remporté les deux Grands Prix de la montagne proposés par l'étape.

## Parcours
Cette deuxième étape se déroule sous la forme d'une boucle autour de Belfast. Sans grande difficulté, le parcours comprend néanmoins deux côtes classées en deuxième catégorie, Cushendall Road et Knocknagulliagh, toutes deux situées en seconde partie d'étape. En conclusion, sur un tracé plutôt plat, les sprinteurs devraient logiquement l'emporter dans les rues de Belfast qui propose tout de même un virage dangereux à 300 mètres de la ligne d'arrivée,,.

## Résultats

### Classement de l'étape
|    | Coureur           | Pays        | Équipe                       |    | Temps           |
| -- | ----------------- | ----------- | ---------------------------- | -- | --------------- |
| 1  | Marcel Kittel     | Allemagne   | Giant-Shimano                | en | 5 h 13 min 12 s |
| 2  | Nacer Bouhanni    | France      | FDJ.fr                       | +  | m.t             |
| 3  | Giacomo Nizzolo   | Italie      | Trek Factory Racing          |    | m.t             |
| 4  | Elia Viviani      | Italie      | Cannondale                   |    | m.t             |
| 5  | Roberto Ferrari   | Italie      | Lampre-Merida                |    | m.t             |
| 6  | Manuel Belletti   | Italie      | Androni Giocattoli-Venezuela |    | m.t             |
| 7  | Ben Swift         | Royaume-Uni | Sky                          |    | m.t             |
| 8  | Michael Matthews  | Australie   | Orica-GreenEDGE              |    | m.t             |
| 9  | Davide Appollonio | Italie      | AG2R La Mondiale             |    | m.t             |
| 10 | Tyler Farrar      | États-Unis  | Garmin-Sharp                 |    | m.t             |

### Points attribués
|    | Cycliste             | Pays        | Équipe        | Points |
| -- | -------------------- | ----------- | ------------- | ------ |
| 1  | Andrea Fedi          | Italie      | Neri Sottoli  | 20     |
| 2  | Sander Armée         | Belgique    | Lotto-Belisol | 16     |
| 3  | Maarten Tjallingii   | Pays-Bas    | Belkin        | 12     |
| 4  | Jeffry Romero        | Colombie    | Colombia      | 9      |
| 5  | Roberto Ferrari      | Italie      | Lampre-Merida | 7      |
| 6  | Ben Swift            | Royaume-Uni | Sky           | 6      |
| 7  | Bernhard Eisel       | Autriche    | Sky           | 4      |
| 8  | Tobias Ludvigsson    | Suède       | Giant-Shimano | 3      |
| 9  | Matteo Bono          | Italie      | Lampre-Merida | 2      |
| 10 | Paolo Longo Borghini | Italie      | Cannondale    | 1      |

|    | Cycliste             | Pays        | Équipe                       | Points |
| -- | -------------------- | ----------- | ---------------------------- | ------ |
| 1  | Marcel Kittel        | Allemagne   | Giant-Shimano                | 50     |
| 2  | Nacer Bouhanni       | France      | FDJ.fr                       | 40     |
| 3  | Giacomo Nizzolo      | Italie      | Trek Factory Racing          | 34     |
| 4  | Elia Viviani         | Italie      | Cannondale                   | 28     |
| 5  | Roberto Ferrari      | Italie      | Lampre-Merida                | 25     |
| 6  | Manuel Belletti      | Italie      | Androni Giocattoli-Venezuela | 22     |
| 7  | Ben Swift            | Royaume-Uni | Sky                          | 20     |
| 8  | Michael Matthews     | Australie   | Orica-GreenEDGE              | 18     |
| 9  | Davide Appollonio    | Italie      | AG2R La Mondiale             | 16     |
| 10 | Tyler Farrar         | États-Unis  | Garmin-Sharp                 | 14     |
| 11 | Jetse Bol            | Pays-Bas    | Belkin                       | 12     |
| 12 | Francesco Chicchi    | Italie      | Neri Sottoli                 | 10     |
| 13 | Tosh Van der Sande   | Belgique    | Lotto-Belisol                | 8      |
| 14 | Leonardo Duque       | Colombie    | Colombia                     | 7      |
| 15 | Nicola Ruffoni       | Italie      | Bardiani CSF                 | 6      |
| 16 | Tony Hurel           | France      | Europcar                     | 5      |
| 17 | Edwin Ávila          | Colombie    | Colombia                     | 4      |
| 18 | Sonny Colbrelli      | Italie      | Bardiani CSF                 | 3      |
| 19 | Edvald Boasson Hagen | Norvège     | Sky                          | 2      |
| 20 | Wilco Kelderman      | Pays-Bas    | Belkin                       | 1      |

### Cols et côtes
|   | Cycliste           | Pays     | Équipe       | Points |
| - | ------------------ | -------- | ------------ | ------ |
| 1 | Maarten Tjallingii | Pays-Bas | Belkin       | 3      |
| 2 | Jeffry Romero      | Colombie | Colombia     | 2      |
| 3 | Andrea Fedi        | Italie   | Neri Sottoli | 1      |

|   | Cycliste           | Pays     | Équipe        | Points |
| - | ------------------ | -------- | ------------- | ------ |
| 1 | Maarten Tjallingii | Pays-Bas | Belkin        | 3      |
| 2 | Andrea Fedi        | Italie   | Neri Sottoli  | 2      |
| 3 | Sander Armée       | Belgique | Lotto-Belisol | 1      |

## Classements à l'issue de l'étape

### Classement général
|    | Cycliste            | Pays      | Équipe                  |    | Temps           |
| -- | ------------------- | --------- | ----------------------- | -- | --------------- |
| 1  | Michael Matthews    | Australie | Orica-GreenEDGE         | en | 5 h 37 min 54 s |
| 2  | Luke Durbridge      | Australie | Orica-GreenEDGE         | +  | 3 s             |
| 3  | Ivan Santaromita    | Italie    | Orica-GreenEDGE         |    | 3 s             |
| 4  | Svein Tuft          | Canada    | Orica-GreenEDGE         |    | 3 s             |
| 5  | Pieter Weening      | Pays-Bas  | Orica-GreenEDGE         |    | 3 s             |
| 6  | Cameron Meyer       | Australie | Orica-GreenEDGE         |    | 3 s             |
| 7  | Rigoberto Urán      | Colombie  | Omega Pharma-Quick Step |    | 8 s             |
| 8  | Gianluca Brambilla  | Italie    | Omega Pharma-Quick Step |    | 8 s             |
| 9  | Pieter Serry        | Belgique  | Omega Pharma-Quick Step |    | 8 s             |
| 10 | Alessandro Petacchi | Italie    | Omega Pharma-Quick Step |    | 8 s             |

### Classement par points
|   | Cycliste        | Pays      | Équipe              | Points |
| - | --------------- | --------- | ------------------- | ------ |
| 1 | Marcel Kittel   | Allemagne | Giant-Shimano       | 50     |
| 2 | Nacer Bouhanni  | France    | FDJ.fr              | 40     |
| 3 | Giacomo Nizzolo | Italie    | Trek Factory Racing | 34     |

### Classement du meilleur grimpeur
|   | Cycliste           | Pays     | Équipe       | Points |
| - | ------------------ | -------- | ------------ | ------ |
| 1 | Maarten Tjallingii | Pays-Bas | Belkin       | 6      |
| 2 | Andrea Fedi        | Italie   | Neri Sottoli | 3      |
| 3 | Jeffry Romero      | Colombie | Colombia     | 2      |

### Classement du meilleur jeune
|   | Cycliste         | Pays      | Équipe                  |    | Temps           |
| - | ---------------- | --------- | ----------------------- | -- | --------------- |
| 1 | Michael Matthews | Australie | Orica-GreenEDGE         | en | 5 h 37 min 54 s |
| 2 | Luke Durbridge   | Australie | Orica-GreenEDGE         | +  | 3 s             |
| 3 | Julien Vermote   | Belgique  | Omega Pharma-Quick Step |    | 8 s             |

### Classements par équipes

#### Classement aux temps
|   | Équipe                  | Pays       |    | Temps            |
| - | ----------------------- | ---------- | -- | ---------------- |
| 1 | Orica-GreenEDGE         | Australie  | en | 16 h 04 min 24 s |
| 2 | Omega Pharma-Quick Step | Belgique   | +  | 8 s              |
| 3 | BMC Racing              | États-Unis |    | 8 s              |

#### Classement aux points
|   | Équipe          | Pays        | Points |
| - | --------------- | ----------- | ------ |
| 1 | Orica-GreenEDGE | Australie   | 38     |
| 2 | Giant-Shimano   | Pays-Bas    | 37     |
| 3 | Sky             | Royaume-Uni | 32     |

### Autres classements
|   | Cycliste           | Pays     | Équipe        | Points |
| - | ------------------ | -------- | ------------- | ------ |
| 1 | Andrea Fedi        | Italie   | Neri Sottoli  | 10     |
| 2 | Sander Armée       | Belgique | Lotto-Belisol | 6      |
| 3 | Maarten Tjallingii | Pays-Bas | Belkin        | 3      |

|   | Cycliste           | Pays      | Équipe        | Points |
| - | ------------------ | --------- | ------------- | ------ |
| 1 | Marcel Kittel      | Allemagne | Giant-Shimano | 6      |
| 2 | Andrea Fedi        | Italie    | Neri Sottoli  | 5      |
| 3 | Maarten Tjallingii | Pays-Bas  | Belkin        | 5      |

|   | Cycliste        | Pays      | Équipe              | Points |
| - | --------------- | --------- | ------------------- | ------ |
| 1 | Marcel Kittel   | Allemagne | Giant-Shimano       | 4      |
| 2 | Nacer Bouhanni  | France    | FDJ.fr              | 2      |
| 3 | Giacomo Nizzolo | Italie    | Trek Factory Racing | 1      |

|   | Cycliste           | Pays     | Équipe        | Points |
| - | ------------------ | -------- | ------------- | ------ |
| 1 | Maarten Tjallingii | Pays-Bas | Belkin        | 213    |
| 2 | Andrea Fedi        | Italie   | Neri Sottoli  | 208    |
| 3 | Sander Armée       | Belgique | Lotto-Belisol | 208    |

| \| \| Cycliste \| Pays \| Équipe \| Points \| \| - \| -------------- \| ----------- \| -------- \| ------ \| \| 1 \| Ben Swift \| Royaume-Uni \| Sky \| 4 \| \| 2 \| Nacer Bouhanni \| France \| FDJ.fr \| 2 \| \| 3 \| Leonardo Duque \| Colombie \| Colombia \| 1 \| |                |             |          |        |
| | Cycliste       | Pays        | Équipe   | Points |
| 1 | Ben Swift      | Royaume-Uni | Sky      | 4      |
| 2 | Nacer Bouhanni | France      | FDJ.fr   | 2      |
| 3 | Leonardo Duque | Colombie    | Colombia | 1      |

## Abandon
Aucun.